# Gregorio Allegri

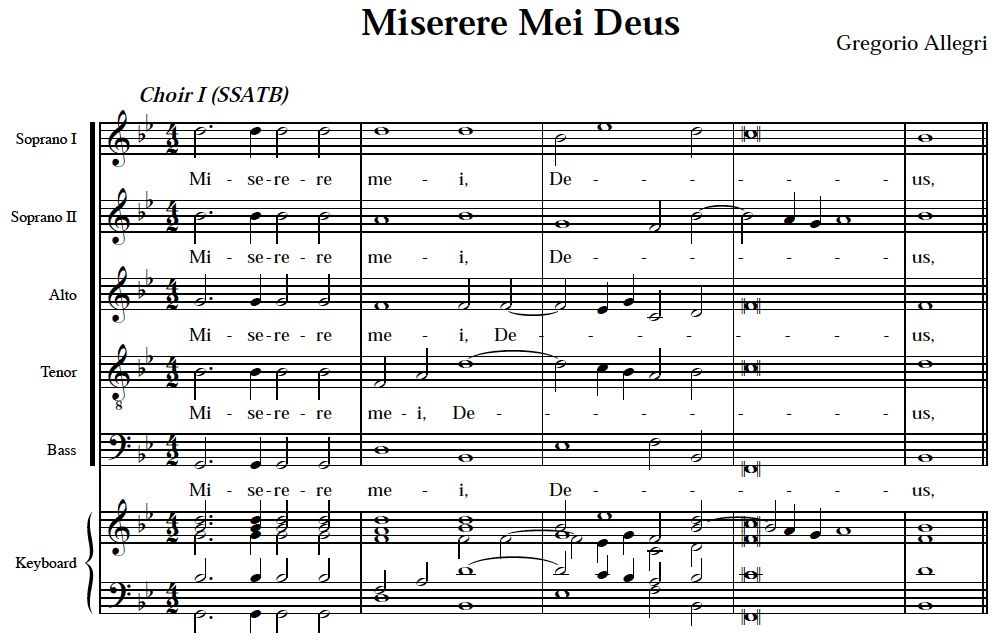
Del av noterna till Miserere.

Gregorio Allegri, född 1582 i Rom, död 17 februari 1652 i Rom, var en italiensk präst och kompositör verksam i Rom. Han var den siste kompositören i den romerska skolan.
Han är mest känd för sitt 9-stämmiga dubbelköriga Miserere, som länge framfördes i Stilla veckan i Sixtinska kapellet.

## Biografi
Gregorio Allegri studerade musik för Giovanni Maria Nanini, en nära vän till Giovanni Pierluigi da Palestrina. Han kände kall till Kyrkan, och fick beneficium i katedralen i Fermo. Här komponerade Allegri ett flertal motetter och annan sakral musik, vilka, sedan de uppmärksammats av påve Urban VIII, gav honom anställning i Sixtinska kapellets kör i Rom. Där kvarblev han från december 1629 till sin död. Till sin karaktär beskrevs han som synnerligen ren och välvillig.
Bland Allegri musikaliska kompositioner finns två band konserter för fem röster, publicerade 1618 och 1619; två band motetter för sex röster, publicerade 1621, en utgåva av en fyrstämmig sinfonia, fem mässor, två sättningar av lamentationer, liksom många motetter som aldrig utgavs under hans livstid. Han var en av de första att komponera för stråkar, och Athanasius Kircher har tagit med en del av denna kategori verk av Allegri i sin Musurgia. Större delen av Allegris utgivna musik tillhör den framväxande consertatostilen som kännetecknade den tidiga barocken, vilket särskilt gäller hans instrumentalmusik. Hans verk för Sixtinska kapellet är dock i Palestrinastil, och i vissa fall fråntar han denna redan enkla stil ännu mer av dess ornamentering.

## Miserere
Det utan jämförelse mest hyllade verket av Allegri är hans Miserere mei, Deus, en tonsättning av psalm 50 (51) ur Vulgata. Den är skriven för två körer, ena med fem och den andra med fyra stämmor, och har erhållit avsevärd berömmelse. Den ena kören sjunger en enkel faux-bourdon som baseras på den ursprungliga cantus firmus i Tonus peregrinus; den andra kören sjunger en likartad faux-bourdon med äldre utsmyckningar och kadenser. Miserere har i åratal framförts under stilla veckan i Sixtinska kapellet. Många har anfört detta verk som ett exempel på stile antico eller prima pratica. Dess ständiga bruk av dominantseptimackordet och emfasen vid polykoral teknik får den emellertid att falla utanför ramarna för prima pratica. En mer rimlig jämförelse vore med Giovanni Gabrielis verk.
Miserere är ett av de oftast inspelade exemplen på musik från senrenässansen, fastän den egentligen skrevs under en tid som normalt klassas som barocken. I det hänseendet är den representativ för den romerska skolan som stilistiskt sett var konservativ. Musikstycket tilldrog sig anmärkningsvärd uppmärksamhet med det mysterium som det kringgärdades av och för hur svåråtkomligt det var; Vatikanen, som ville behålla mystiken, förbjöd mångfaldigande av noterna och hotade med exkommunicering av dem som utgav eller försökte utge noterna. De var dock helt oförberedda på ett särskilt besök 1770 av en fjortonårig Mozart som, under en resa till Rom med sin far, hörde stycket två gånger och transkriberade det från minnet.
År 1771 utgavs Mozarts noter i England av den berömde musikhistorikern Charles Burney. I denna utgåva finns dock inte ornamenteringen som verket är så berömt för. Musiken är snarast en representant för den gängse kyrkomusiken från en tid i musikhistorien då det vanligen är ett gap mellan nedtecknad och framförd musik - utsmyckningar överläts till smaken hos dem som framförde verket. Även Vatikanens version torde ha förändrats avsevärt av sångarna under åren.
Stycket såsom det framförs idag innehåller ett märkligt fel som uppstod på grund av ett tryckfel på 1880-talet. Den speciella övergången från g-moll till c-moll beror på att andra halvan av versen är densamma som första, men har transponerats upp en kvart. Originalet gick aldrig upp i höga c.
All musik som framförs i Rom under stilla veckan, däribland Allegris Miserere, har Breitkopf och Härtel överfört till Leipzig. Intressanta anmärkningar om framföranden i Rom finns i första boken i Felix Mendelssohn Brev, och i Miss Taylors Letters from Italy.

## Övrigt
Allegris stycke Miserere mei, Deus används ofta av det svenska bandet Ghost som intro under konserter.